# Susan M. Gaines
Susan M. Gaines es una química, oceanógrafa y escritora estadounidense. Fue miembro del Hanse-Wissenschaftskolleg Institute for Advanced Study y es autora de las obras Accidentals (2020) y Carbon Dreams (2001) y coautora junto con  Geoffrey Eglinton y Jurgen Rullkötter de Echoes of Life: What Fossil Molecules Reveal about Earth History (2009). Sus cuentos han sido nominados dos veces para el Premio Pushcart.

## Biografía
Gaines estudió Química y Oceanografía y realizó una maestría en la Scripps Institution of Oceanography en 1987. Publicó artículos en revistas científicas como Journal of Organic Chemistry y Journal of Chromatography A, así como ensayos y cuentos en una variedad de revistas, revistas literarias y antologías (Econ Papers, Nature y The North American Review). Fundó y dirige el programa de investigación y becas «Fiction Meets Science» en la Universidad de Bremen.

## Carrera literaria
Gaines comenzó a publicar historias cortas a principios de los años noventa. Su cuento corto «The Mouse» fue seleccionado para The Best of the West 5, que formó parte de una serie de antologías de cuentos publicadas anualmente entre 1988 y 1992.
Gaines's 2020 novela Accidentals cuenta de una familia Uruguaya-Americana. Se destaca por su mezcla de escritura de la naturaleza, sciencia, y política.
Su novela Carbon Dreams se publicó en 2001, mucho antes de que se acuñara el término cli-fi para describir el creciente número de novelas relacionadas con el cambio climático. Ambientada a principios de la década de 1980, cuenta la historia de una mujer que descubre una forma de estudiar el clima en un pasado lejano que puede tener relevancia para el clima del futuro y sobre las controversias científicas, éticas y personales en las que involuntariamente se ve envuelta. Elizabeth Wilson lo describió en Chemical and Engineering News como «un paso adelante en la evolución de la ciencia-en-la-ficción [...] Un trabajo extraordinario para transmitir lo que es realmente ser un científico y hacer descubrimientos científicos, no en un abrir y cerrar de ojos, como se haría en la televisión o las películas, pero con una percepción gradualmente cambiante».